# Distrikt Sabaino
Der Distrikt Sabaino liegt in der Provinz Antabamba in der Region Apurímac in Südzentral-Peru. Der Distrikt wurde am 20. August 1872 gegründet. Er besitzt eine Fläche von 177 km². Beim Zensus 2017 wurden 1161 Einwohner gezählt. Im Jahr 1993 lag die Einwohnerzahl bei 1360, im Jahr 2007 bei 1455. Die Distriktverwaltung befindet sich in der 3433 m hoch gelegenen Ortschaft Sabaino mit 717 Einwohnern (Stand 2017). Sabaino liegt 9 km nordwestlich der Provinzhauptstadt Antabamba. Einziger größerer Ort im Distrikt neben Sabaino ist Antilla mit 233 Einwohnern.

## Geographische Lage
Der Distrikt Sabaino liegt im Andenhochland im Nordwesten der Provinz Antabamba. Die Längsausdehnung in SW-NO-Richtung beträgt 22,5 km, die maximale Breite knapp 13 km. Der Río Pachachaca (auch Río Ichuni und Río Antabamba) durchquert den Distrikt in nordwestlicher Richtung.
Der Distrikt Sabaino grenzt im Südwesten an den Distrikt Caraybamba, im Westen an die Distrikte Chalhuanca und Pocohuanca (die drei zuvor genannten Distrikte befinden sich in der Provinz Aymaraes), im Nordwesten an den Distrikt Pachaconas, im Nordosten an die Distrikte Chuquibambilla und Pataypampa (beide in der Provinz Grau), im Osten an den Distrikt Huaquirca sowie im Südosten an den Distrikt Juan Espinoza Medrano.